# كمال الشرافي
كمال العبد محمد الشرافي (1955–2025) هو سياسي وبرلماني فلسطيني. كان عضوًا في المجلس التشريعي الفلسطيني بين عامي 1996 و2006، ووزيرًا للصحة في حكومة محمود عباس عام 2003، ووزيرًا للشؤون الاجتماعية في حكومتي رامي الحمد الله الأولى والثانية بين عامي 2013 و2014.

## حياته
وُلد كمال العبد محمد الشرافي في مخيم جباليا في 27 سبتمبر 1955. عام 1996، فاز بعضوية المجلس التشريعي الفلسطيني بعد الانتخابات العامة الفلسطينية وحصل على 8,757 صوتًا. كان رئيسًا للجنة الرقابة لحقوق الإنسان في المجلس التشريعي. عُين وزيرًا للصحة في حكومة محمود عباس عام 2003، ووزيرًا للشؤون الاجتماعية في حكومتي رامي الحمد الله الأولى والثانية بين عامي 2013 و2014. لاحقًا عمل مستشارًا لحقوق الإنسان والمجتمع المدني للرئيس محمود عباس بدرجة وزير.
شغل الشرافي عدة مواقع أخرى في المؤسسات غير الحكومية مثل:
- رئيس مجلس أمناء جامعة الأقصى بغزة عام 2016.
- عضو المجلس الأعلى للشباب والرياضة.
- رئيس مجلس إدارة جمعية أصدقاء جامعة الأقصى.
- رئيس مجلس إدارة مركز الميزان لحقوق الإنسان.
- عضو مجلس أمناء مؤسسة الشهيد ياسر عرفات.
- رئيس المركز القومي للدراسات والتوثيق.[4]
- عضو في مجلس أمناء مركز الائتلاف من أجل النزاهة والمسائلة "امان".[5]

في 3 فبراير 2018، شُكل مجلس إدارة المجلس الأعلى للإبداع والتميز للمرة الثانية، وعينه الرئيس محمود عباس عضوًا فيه حيث استمر حتى 1 أبريل 2024. عام 2015، قررت حكومة رامي الحمد الله الثالثة تعيينه منسقًا لشؤون إعادة إعمار قطاع غزة.

## وفاته
توفي يوم الاثنين، الموافق 10 مارس 2025 عن عمر ناهز 67 عامًا في بلغاريا.
نعاه رئيس دولة فلسطين محمود عباس، وأثنى على مناقبه الذي أفنى حياته في الدفاع عن حقوق الشعب الفلسطيني، والعمل الدؤوب لخدمة وطنه.